# François de La Mothe Le Vayer
François de La Mothe-Le-Vayer, también conocido por el pseudónimo póstumo de Orosius Tubero (París, 1 de agosto de 1588-íd., 9 de mayo de 1672) fue un escritor y pensador "libertino" o "pirrónico" (escéptico, en el lenguaje de la época) francés, miembro junto a sus amigos Pierre Gassendi, Élie Diodati y Gabriel Naudé de la llamada Tétrada libertina de los eruditos. Fue miembro de la Academia francesa (1639) y tutor de Luis XIV.

## Biografía
Le Vayer nació y murió en París y fue miembro de una noble familia de Maine. Su padre fue abogado y sustituto del procurador general en el Parlamento de París, autor de un curioso tratado sobre las funciones de los embajadores titulado Legatus, seu De legatorum privilegiis, officio et munere libellus (1579), ilustrado con amplias lecturas de historiadores clásicos. François le sucedió en el cargo; pero como este cometido lo aburría, renunció alrededor de 1647 y se dedicó a viajar y a las bellas letras. Fue tutor y preceptor del Duque de Orleáns, hermano de Luis XIV, y, posteriormente, del mismo Delfín.

## Obra
El pensamiento de La Mothe se sitúa entre el humanismo del Renacimiento y el enciclopedismo de la Ilustración. Su opúsculo La Contrariété d’humeur entre la nation française et l’espagnole (1636) y, sobre todo, sus Considérations sur l'éloquence française (1638) le sirvieron para entrar en la Academia Francesa. En cuanto a su De l'instruction de Mgr. le Dauphin (1640), atrajo la atención del cardenal Richelieu de forma que, en 1649 Ana de Austria le confió la educación de su segundo hijo y, posteriormente, concluir la educación del mismo delfín Luis XIV, que había sido muy descuidada. El resultado de estas labores pedagógicas fue la serie de libros que compone Géographie, Rhétorique, Morale, Economique, Politique, Logique, et Physique du prince (1651–1658), vertidos al castellano primero por el dominico Alonso Manrique con el título Escuela de príncipes, y caballeros (Palermo, 1688) y más adelante, con el título Ciencia para las personas de corte, espada, y toga en edición valenciana impresa en seis volúmenes en 1729, por Juan Bautista Company o José Berni Catalá. El rey recompensó al tutor nombrándolo historiógrafo de Francia y consejero de Estado. La Mothe Le Vayer heredó la biblioteca de Marie de Gournay, quien a su vez recibió la de Michel de Montaigne.
Modesto, escéptico y, en ocasiones, obsceno en sus piezas latinas y en sus versos, se hizo una persona grata a la Corte francesa, donde el libertinismo en ideas y en moral fue seguido con entusiasmo. Además de sus obras educativas, escribió Jugement sur les anciens et principaux historiens grecs et latins ("Juicio sobre los antiguos y principales historiadores griegos y latinos", 1646); un tratado titulado Du peu de certitude qu'il y a en histoire ("Sobre la escasa certidumbre que hay en historia", 1668), que marca los comienzos de la crítica histórica en Francia; y los escépticos Dialogues faits à l'imitation des Anciens ("Diálogos hechos a imitación de los antiguos"), publicados póstumos bajo el pseudónimo de Orasius Tubero. Una edición incompleta de sus obras fue publicada en Dresde entre 1756 y 1759. Fue fundamental en la popularización del escepticismo y en particular de las obras de Sexto Empírico, a quien llamaba "el divino Sexto" (una blasfemia en la católica Francia en el tiempo del rey Sol, que le costó un alto cargo en el estado).
Molière era su amigo y se rumorea que gran parte de las sátiras iconoclastas de sus obras fueron inspiradas por la (cuidadosamente oculta) crítica salvaje y erudita de la hipocresía religiosa de Le Vayer, por ejemplo en su obra maestra Tartufo (1667), según sostiene una violenta (y anónima) Lettre sur la Comédie de l'Imposteur contra la facción religiosa en la Corte. Michel Foucault utiliza este trabajo como un material importante en su famoso ensayo Gouvernementalité.

## Ediciones
Una primera edición de sus obras apareció en París (1669, 15 vols. en dozavo). Mejor, aunque incompleta, es la de Dresde (1766, 15 vols. en octavo). 
- Contrariété d'humeur entre la nation française et l'espagnole (1636)
- Hexaméron rustique ou Les six journées passées à la campagne entre des personnes studieuses (Ámsterdam, 1671)
- De la patrie et des étrangers et autres petits traités sceptiques, ed. de Philippe-Joseph Salazar, Desjonquères, 2003.
- "De la vertu des païens", en Libertins du xviie siècle, tomo II Paris: Gallimard, Bibliothèque de la Pléiade, 2004.
- Quatre Dialogues faits à l'imitation des Anciens, con falso pie de imprenta de Fráncfort, 1606, reimpresa en Trévoux (1756)
- Trente et un Problèmes sceptiques
- L'antre des nymphes, Anarchasis, 2004.
- Prose chagrine, ed. de Guillaume Tomasini, Klincksieck, 2012.
- De la liberté et de la servitude, ed. de L. Leforestier, Gallimard / Le Promeneur, 2007.
- De la patrie et des étrangers et autres petits traités sceptiques, ed. de Philippe-Joseph Salazar, Desjonquères, 2003.
- Petit traité sceptique sur cette commune façon de parler: "N'avoir pas le sens commun" (1646), ed. de L. Leforestier, Gallimard / Le Promeneur, 2003.
- Dialogues faits à l'imitation des Anciens (1630), Fayard, 1988.